# شب‌دوست بزرگ قهوه‌ای
شب‌دوست بزرگ قهوه‌ای(نام علمی: Otolemur crassicaudatus) نام یک گونه از سرده شب‌دوست بزرگ است.